# Carry-le-Rouet
Carry-le-Rouet – miejscowość i gmina we Francji, w regionie Prowansja-Alpy-Lazurowe Wybrzeże, w departamencie Delta Rodanu.
Według danych na rok 1990 gminę zamieszkiwały 5224 osoby, a gęstość zaludnienia wynosiła 517 osób/km² (wśród 963 gmin regionu Prowansja-Alpy-W. Lazurowe Carry-le-Rouet plasuje się na 127. miejscu pod względem liczby ludności, natomiast pod względem powierzchni na miejscu 692.).
W Carry-le-Rouet w 2003 r. zmarła znana amerykańska piosenkarka i pianistka jazzowa Nina Simone.

## Miasta partnerskie

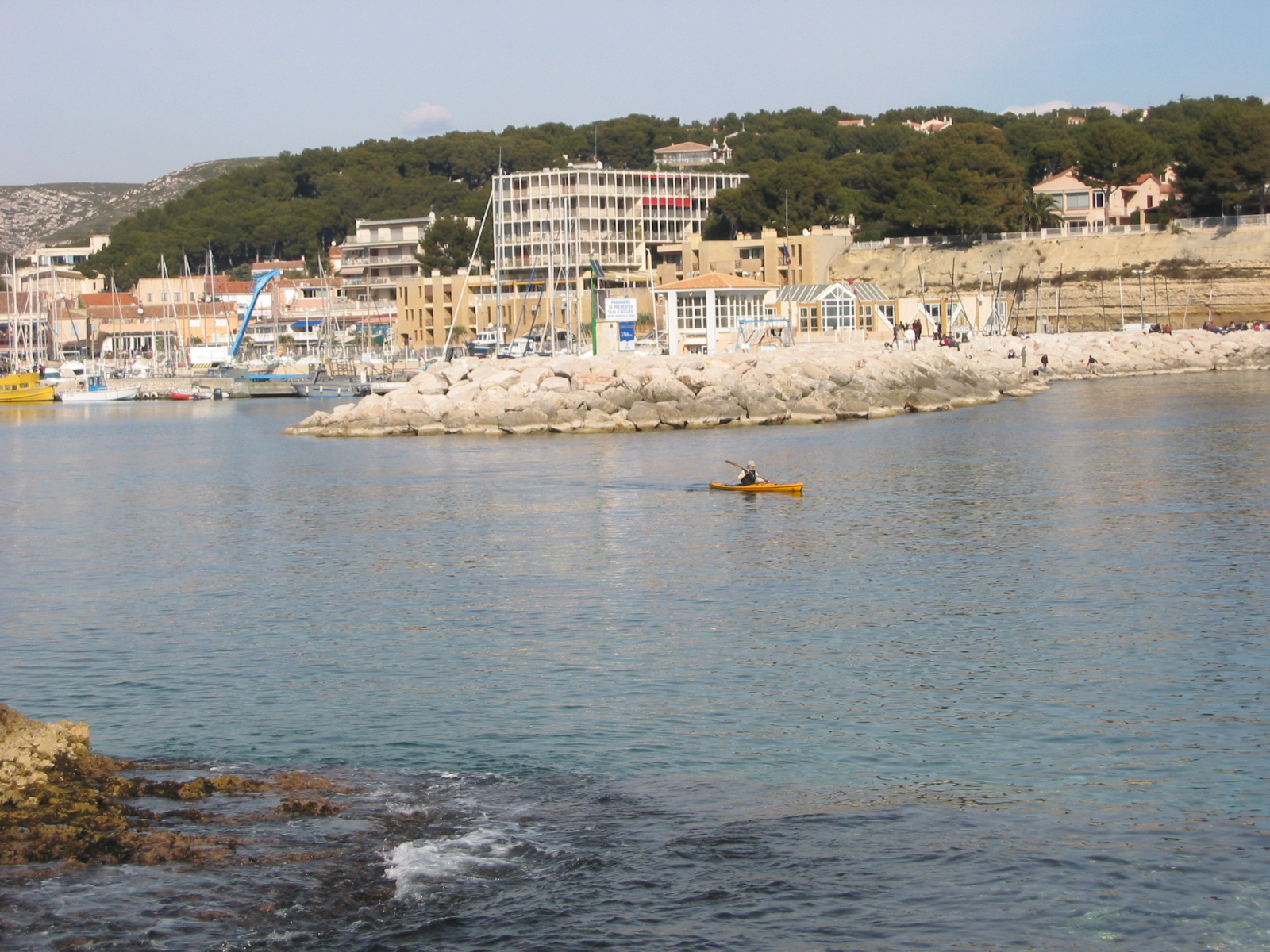
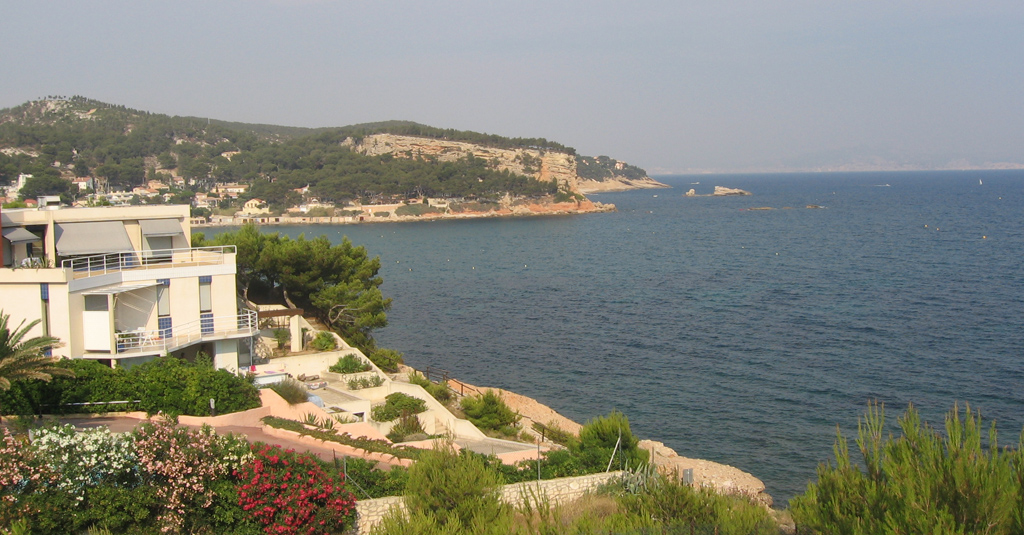

- Dietmannsried, Niemcy
- Busseto, Włochy